# Фторид актиния(III)
Фторид актиния(III) — AcF3, неорганическое бинарное соединение, актиниевая соль плавиковой кислоты. Бесцветные (белые) гексагональные кристаллы, нерастворимые в воде. Температура возгонки выше 1050 °C. 
Может быть получен обменной реакцией растворимых солей актиния с водным раствором фтороводорода:
{\displaystyle {\mathsf {Ac^{3+}+3HF=AcF_{3}\downarrow +3H^{+}}}}
Другой способ — растворение гидроксида актиния в плавиковой кислоте:
{\displaystyle {\mathsf {Ac(OH)_{3}+3HF=AcF_{3}\downarrow +3H_{2}O}}}
Соединение используется для получения металлического актиния:
{\displaystyle {\mathsf {AcF_{3}+3Li=Ac+3LiF}}}